# Ішмурзино-Сурінськ
Ішму́рзино-Су́рінськ (рос. Ишмурзино-Суринск, чув. Сăрьел) — присілок у складі Яльчицького району Чувашії, Росія. Входить до складу Янтіковського сільського поселення.
Населення — 262 особи (2010; 358 у 2002).
Національний склад:
- татари — 100 %